# Moacă de brădiș
Moaca de brădiș sau cățelul, guvidia mică, guvidul de baltă, ciobănașul (Proterorhinus marmoratus) este un pește mic marin și dulcicol, din familia gobiide. Este o specie indiferentă față de salinitatea apei. Se întâlnește atât în mare, cât și în râuri și limanuri, lacuri litorale și interioare, bălți,  heleșteie,  pâraie mâloase. Dintre apele dulci, preferă lacurile și râurile cu un curs liniștit, fund nămolos și vegetație abundentă. Este răspândit în Marea Neagră, Marea Caspică, Marea Azov și în bazinul fluviilor tributare; în Dunăre, se întâlnește până mai sus de Bratislava; în Bug, până la Voznesensc; în Doneț, până la Harcov; găsit și în limanuri litorale. În Marea Mediterană, este răspândit numai în râul Marița și Struma, care se varsă în Marea Egee. În România, este gobiidul cel mai răspândit: Dunăre, Prut, Jijia, Bahlui; limanuri și lacuri: Razelm, Tașaul, Babadag, Siutghiol, Tăbăcăria, Tatlageac, Mangalia; lacuri și bălți dunărene: Brateș, Crapina, Jijila, Cochirleni, Ostrov; apoi, în Colentina, balta Cristești (lângă Iași). În mare, pe întreaga întindere a litoralului românesc.